# Kostel svaté Anny (Skalice u České Lípy)
Kostel svaté Anny ve Skalici u České Lípy byl postaven na počátku 18. století. Od roku 1965 je kostel s spolu s ohradní zdí a branami chráněn jako kulturní památka.

## Historie

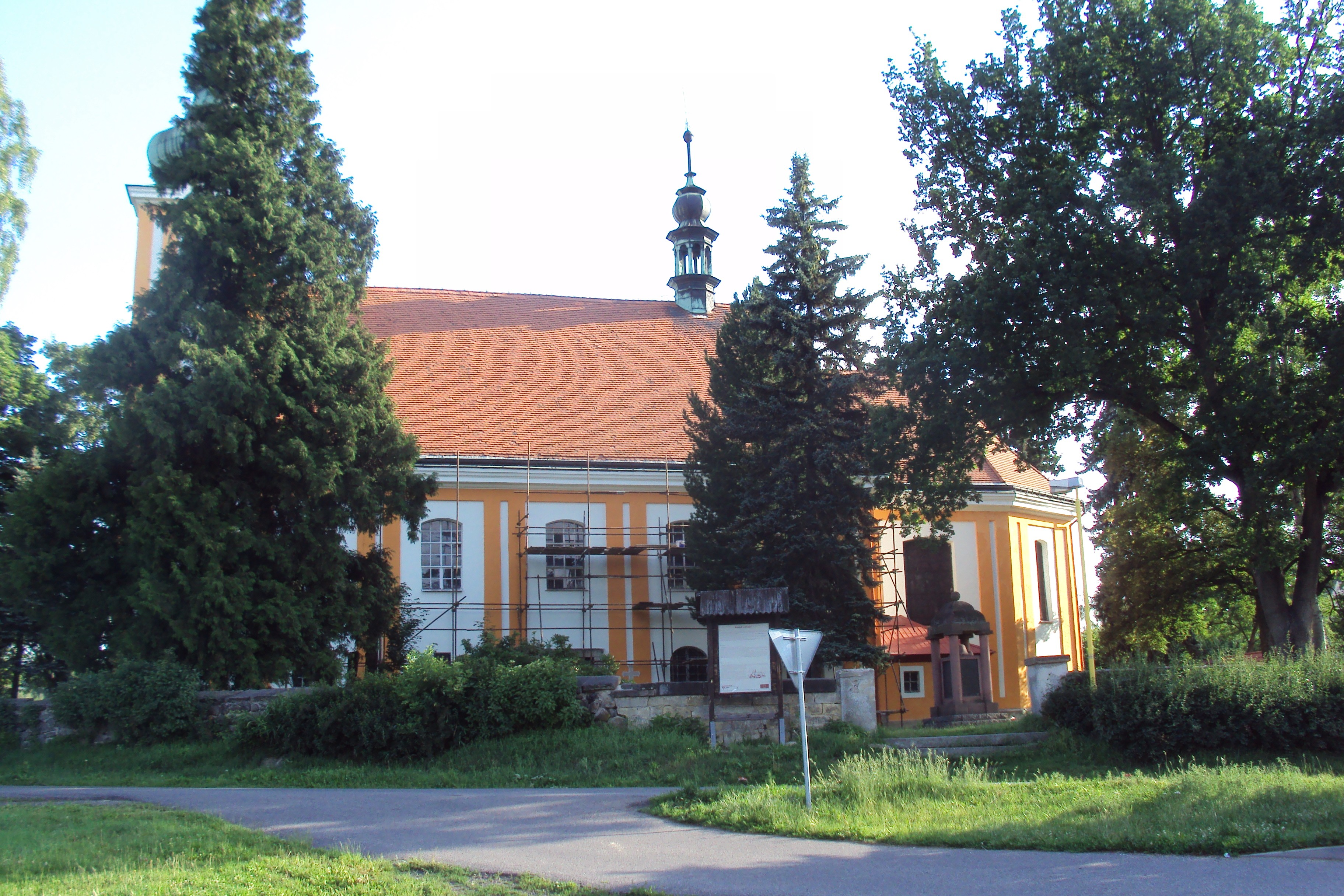
Skalický kostel je právě opravován

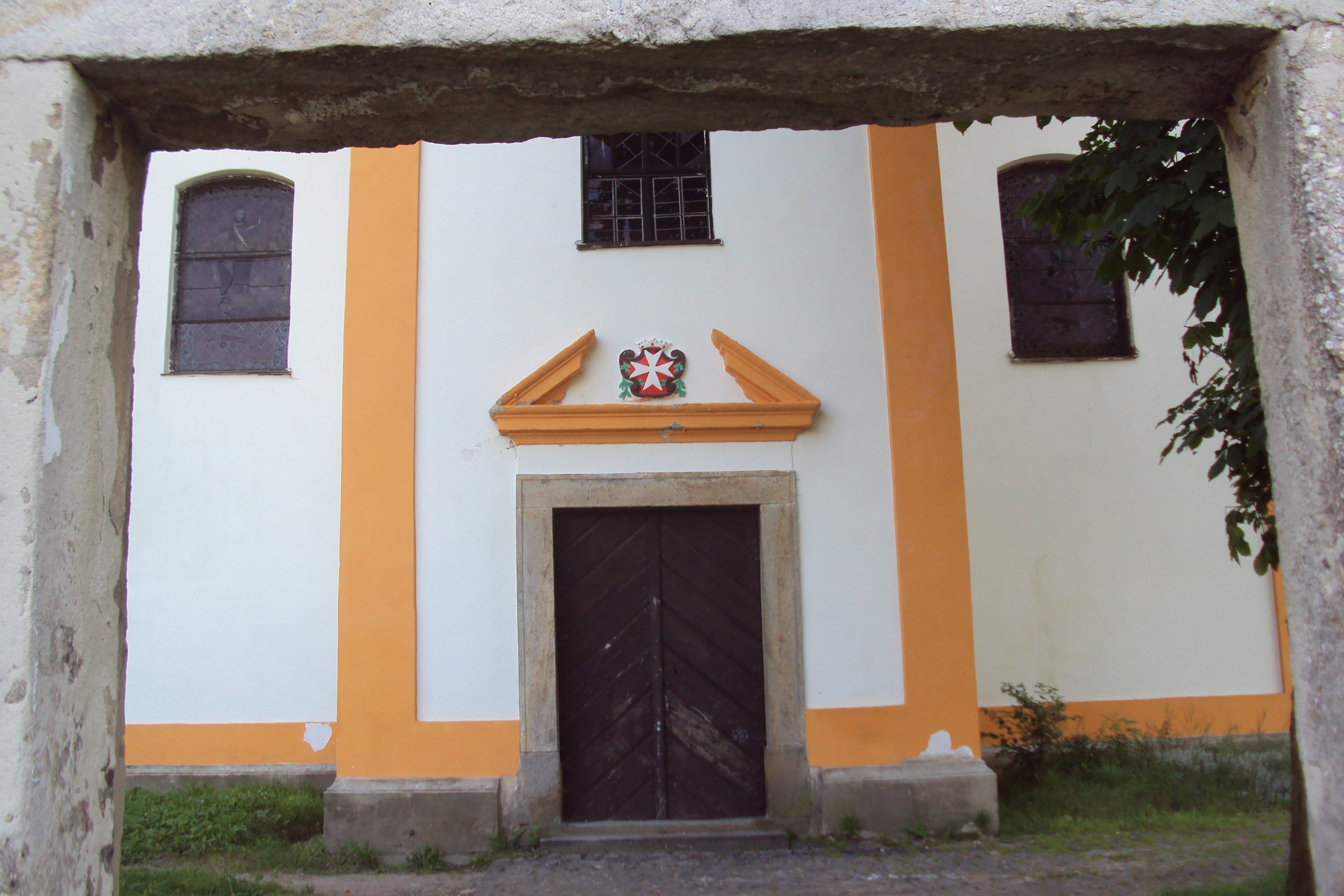
Znak maltézských rytířů na kostele

Původně někde v těchto místech stával podle kroniky asi dřevěný kostelík svaté Anny z roku 1362. Nový zděný kostel byl postaven v letech 1712 až 1720 zednickým mistrem Kr. Hötzelem podle projektu neznámého pražského stavitele.
Protože v letech 1623 až 1918 toto část vsi patřila velkopřevoru řádu maltézských rytířů, jejich znaky jsou zde vícekrát přítomny. Řádu patřily i další vsi v tomto kraji (Horní Libchava, Slunečná, Stružnice a Volfartice).
Kostel je jednou z 11 skalických památek zapsaných v Ústředním seznamu nemovitých kulturních památek České republiky.
Duchovní správci kostela jsou uvedeni na stránce: Římskokatolická farnost Skalice.

## Popis stavby
Jednolodní stavba má obdélníkový tvar a obdélníkově řešený trojboký presbytář, má i obdélníkovou sakristii na severní straně stavby. Také okna jsou obdélníkových tvarů, nicméně jsou zakončena půlkruhově řešeným segmentem. Chrámová loď má plochý strop.

## Vybavení kostela
Hlavní oltář pochází z období kolem roku 1725. Mimo něj jsou na stranách dva oltáře postranní. Je zde celá řada soch - svatého Jana Křtitele, svatého Jana Nepomuckého, svatého Václava, svaté Anny, svatého Josefa i Panny Marie. Uvnitř je řada obrazů z cyklu Křížová cesta Josefa Müllera narozeného ve Skalici.
Kostel má své varhany pocházející z první poloviny 18. století, zhruba stejného stáří je křtitelnice se znakem maltézského kříže.

## Okolí kostela
Před hřbitovem je barokní jednopatrová fara s maltézským znakem, před níž je sousoší svatého Jana Nepomuckého z roku 1763. Jeho součástí jsou sošky andělů. Obojí je též chráněno. V sousedství kostela je skalický hřbitov a začíná zde prvním zastavením Naučná stezka po památkách obce Skalice u České Lípy.